# Estudios psiquiátricos
Estudios psiquiátricos (en alemán Psychiatrische Studien) es un conjunto de escritos de Carl Gustav Jung incluidos en el primer volumen de su Obra completa.

## Contenido
Este primer volumen de la Obra completa de Carl Gustav Jung reúne nueve escritos, publicados originalmente entre 1902 y 1906. Son sus primeros textos en salir a la luz: la tesis doctoral en medicina, Acerca de la psicología y patología de los llamados fenómenos ocultos, mas un conjunto de artículos que aparecieron en revistas especializadas, referidos fundamentalmente a la psiquiatría forense o ampliaciones de algunos de los temas tocados en su tesis.

## Índice
1. Acerca de la psicología y patología de los llamados fenómenos ocultos (1902)
2. Sobre la paralexia histérica (1904)
3. Criptomnesia (1905)
4. Sobre la distimia maníaca (1903)
5. Un caso de estupor histérico en una mujer en prisión preventiva (1902)
6. Sobre simulación de trastorno mental (1903)
7. Peritaje médico sobre un caso de simulación de trastorno mental (1904)
8. Peritaje arbitral sobre dos peritajes psiquiátricos contradictorios (1906)
9. Acerca del diagnóstico psicológico forense (1905)

## Edición en castellano
- Jung, Carl Gustav (1999 [3ª edición 2021]). Obra completa de Carl Gustav Jung. Volumen 1: Estudios psiquiátricos. Traducción Andrés Sánchez Pascual y María Luisa Pérez Cavana. Madrid: Editorial Trotta. ISBN 978-84-8164-299-5/ ISBN 978-84-8164-341-1.

- Datos: Q17065709